# Jullouville
Jullouville (prononcé [ ʒyluvil] ), parfois appelée Jullouville-les-Pins est une commune française située à huit kilomètres au sud de Granville dans le département de la Manche en région Normandie. Née en 1973 du regroupement de Bouillon et de Saint-Michel-des-Loups avec le statut de communes associées (et également avec Carolles et Saint-Pair-sur-Mer à la création), c'est une commune touristique de la baie du Mont-Saint-Michel.
Du hameau de Bouillon dans la forêt mythique de Scissy à la station balnéaire décidée par Armand Jullou en 1882, Jullouville est aujourd'hui une commune en mutation, revendiquant son caractère balnéaire mais souhaitant pérenniser et développer l'habitat résidentiel.
La commune est peuplée de 2 401 habitants.

## Géographie

### Situation
Jullouville est située au bord de la Manche dans le pays avranchin, sur la côte normande de la baie du Mont-Saint-Michel, face aux îles Chausey. Sur près de deux mille hectares, elle se répartit entre la commune touristique au pied d'une falaise granitique, le Pignon Butor qui la sépare de Carolles, et une campagne entre la mare de Bouillon et la lande marécageuse de Beuvais à Saint-Michel-des-Loups (commune associée depuis 1972) d'une superficie totale de 700 hectares. La rivière le Thar au nord, figurait la frontière entre l'Avranchin et le Cotentin. La commune dispose d'une plage de sable longue de deux kilomètres touchée par les plus fortes marées d'Europe. Une forêt occupe la cuvette derrière la mare. Son territoire est traversé du nord au sud par la route départementale 911, la route du littoral manchot. Le répertoire géographique des communes de l'Institut national de l'information géographique et forestière donne les coordonnées géographiques 48° 46' 29" nord et 01° 33' 57" ouest en son « chef-lieu de commune ». Elle est entièrement intégrée à l'aire urbaine de Granville et à la communauté de communes de Granville, Terre et Mer.
Jullouville est située à 103 kilomètres au sud-ouest de Caen, cinquante-deux kilomètres au sud-ouest de Saint-Lô, 27 kilomètres au nord-ouest d'Avranches, huit kilomètres au sud de Granville, 33 kilomètres au sud-ouest de Coutances, 113 kilomètres au sud de Cherbourg-en-Cotentin et 40 kilomètres au nord du Mont-Saint-Michel.

### Relief
Le relief de Jullouville est particularisé par son découpage marqué en deux niveaux. La commune touristique est au niveau de la mer, puis en arrière, les hameaux de Bouillon et Saint-Michel-des-Loups sont sur le plateau à une altitude approximative de cent dix mètres. Une grande falaise granitique nommée le « Pignon Butor » sépare ces deux parties de la commune avec un passage en pente douce derrière la mare.

### Communes limitrophes
Jullouville est du nord-ouest au sud-ouest par la Manche. Au nord et au nord-est, elle est séparée par le Thar de Saint-Pair-sur-Mer, au sud et au sud-est par le rocher du Pignon Butor de Carolles. À l'est, derrière Bouillon et Saint-Michel-des-Loups se trouve la commune de Sartilly.

### Hydrographie
La commune est située dans le bassin Seine-Normandie. Elle est drainée par le Thar, l'Allemagne, le Lude, le Ru du Moulin, le cours d'eau 01 de la Championnière, le cours d'eau 02 du Creux, le Crapeux, le fossé 01 de la commune de Jullouville, le fossé 01 de Saint-Michel-des-Loups, le fossé 01 des Epinettes, le ruisseau de Claquerel et divers autres petits cours d'eau,.

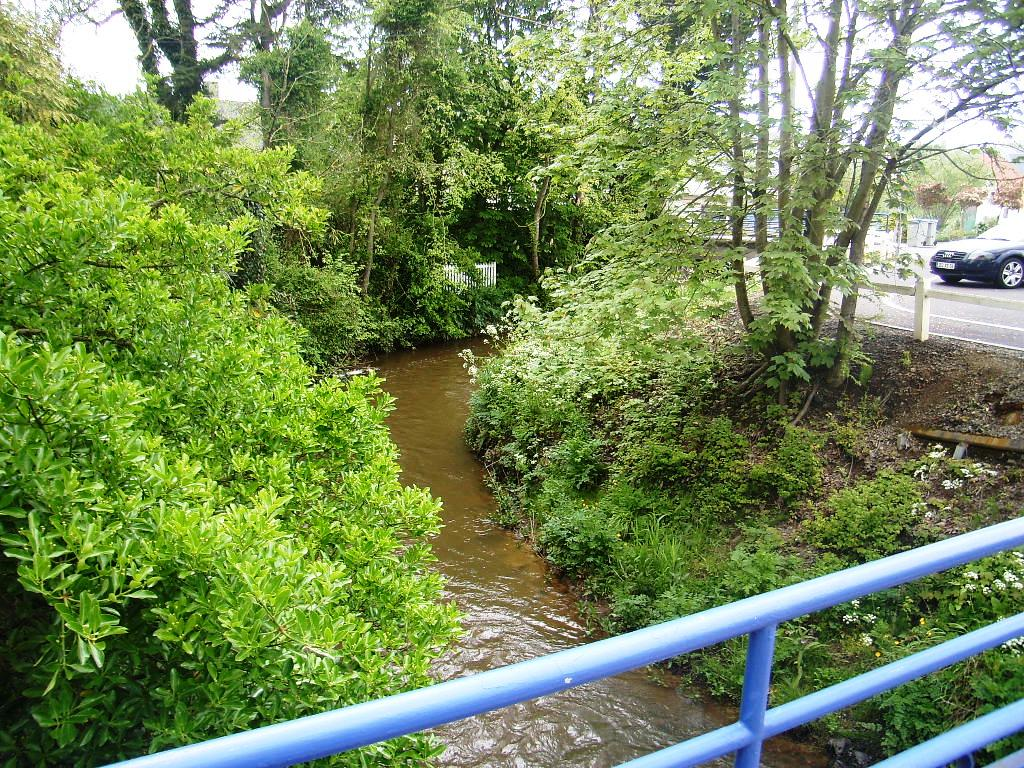
Le Thar à proximité du Pont Bleu.

Le Thar, d'une longueur de 25 km, prend sa source dans la commune de La Mouche et se jette  dans le golfe de Saint-Malo à Saint-Pair-sur-Mer, après avoir traversé onze communes. Les caractéristiques hydrologiques du Thar sont données par la station hydrologique située dans la commune. Le débit moyen mensuel est de 1,01 m3/s. Le débit moyen journalier maximum est de 13,2 m3/s, atteint lors de la crue du 12 février 1988. Le débit instantané maximal est quant à lui de 16,4 m3/s, atteint le même jour.

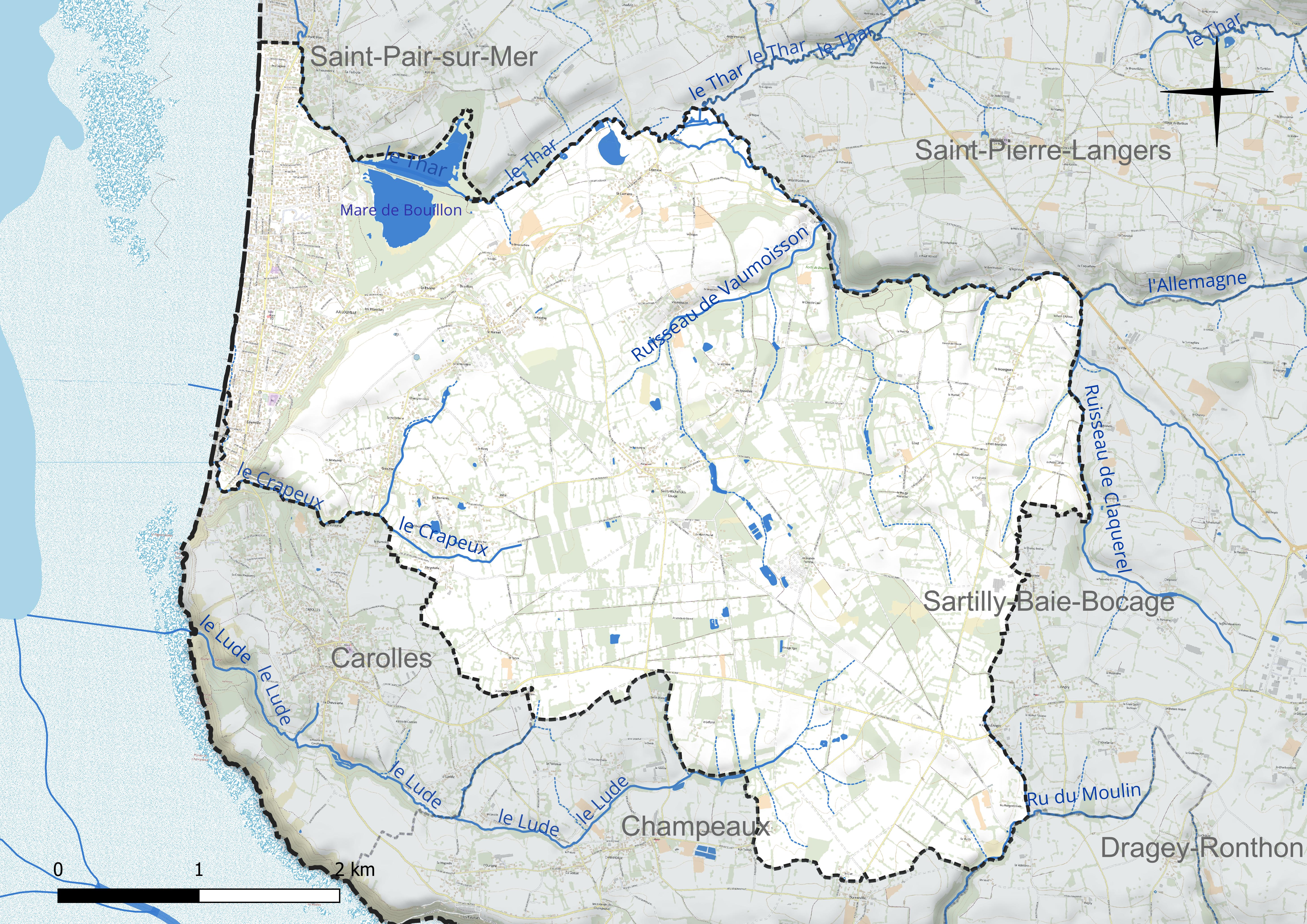
Réseau hydrographique de Jullouville.

Un plan d'eau complète le réseau hydrographique : la mare de Bouillon (28,6 ha),.

### Climat
Pour des articles plus généraux, voir Climat de la Normandie et Climat de la Manche.
En 2010, le climat de la commune est de type climat océanique franc, selon une étude du CNRS s'appuyant sur une série de données couvrant la période 1971-2000. En 2020, Météo-France publie une typologie des climats de la France métropolitaine dans laquelle la commune est exposée à un climat océanique et est dans la région climatique  Bretagne orientale et méridionale, Pays nantais, Vendée, caractérisée par une faible pluviométrie en été et une bonne insolation. Parallèlement le GIEC normand, un groupe régional d'experts sur le climat, différencie quant à lui, dans une étude de 2020, trois grands types de climats pour la région Normandie, nuancés à une échelle plus fine par les facteurs géographiques locaux. La commune est, selon ce zonage, exposée à un « climat maritime », correspondant au Cotentin et à l'ouest du département de la Manche, frais, humide et pluvieux, où les contrastes pluviométrique et thermique sont parfois très prononcés en quelques kilomètres quand le relief est marqué.
Pour la période 1971-2000, la température annuelle moyenne est de 11,1 °C, avec une amplitude thermique annuelle de 11,4 °C. Le cumul annuel moyen de précipitations est de 889 mm, avec 13,4 jours de précipitations en janvier et 8,2 jours en juillet. Pour la période 1991-2020, la température moyenne annuelle observée sur la station météorologique la plus proche, située dans la commune de Longueville à 9 km à vol d'oiseau, est de 11,9 °C et le cumul annuel moyen de précipitations est de 802,4 mm,. Pour l'avenir, les paramètres climatiques de la commune estimés pour 2050 selon différents scénarios d'émission de gaz à effet de serre sont consultables sur un site dédié publié par Météo-France en novembre 2022.

### Transports
Jullouville est accessible en voiture, par l'ancienne RN 811 devenue RD 911, la route du littoral jusqu'Avranches qui la traverse du nord au sud, elle se situe à dix-sept kilomètres de l'A 84 (E 401). En train, elle est située à huit kilomètres de la gare de Granville desservie par l'Intercités Paris-Granville et le TER Normandie. Les autobus du réseau Maneo départemental circulent dans la commune avec la ligne 4 Granville-Avranches par la côte. En avion, elle est située à douze kilomètres de l'aérodrome de Granville.

### Lieux-dits et quartiers
Jullouville se divise en trois parties bien distinctes, elles-mêmes divisées en hameaux ou quartiers :
- sur le rivage, la station balnéaire de Jullouville proprement dite et le quartier d'Édenville, entre falaise, mare et plage ;
- en arrière, le hameau de Bouillon, site historique comprenant aussi le Hamel, Lézeaux et le hameau de Groussey ;
- sur la lande, le village de Saint-Michel-des-Loups, annexé en 1972 et qui inclut le hameau le Bourgeais.

## Urbanisme

### Typologie
Au 1er janvier 2024, Jullouville est catégorisée commune rurale à habitat dispersé, selon la nouvelle grille communale de densité à sept niveaux définie par l'Insee en 2022.
Elle appartient à l'unité urbaine de Granville, une agglomération intra-départementale regroupant neuf communes, dont elle est une commune de la banlieue,,.
Par ailleurs la commune fait partie de l'aire d'attraction de Granville, dont elle est une commune de la couronne,. Cette aire, qui regroupe 34 communes, est catégorisée dans les aires de moins de 50 000 habitants,.
La commune, bordée par la Manche, est également une commune littorale au sens de la loi du 3 janvier 1986, dite loi littoral. Des dispositions spécifiques d'urbanisme s'y appliquent dès lors afin de préserver les espaces naturels, les sites, les paysages et l'équilibre écologique du littoral, comme le principe d'inconstructibilité, en dehors des espaces urbanisés, sur la bande littorale des 100 mètres, ou plus si le plan local d'urbanisme le prévoit.

### Occupation des sols

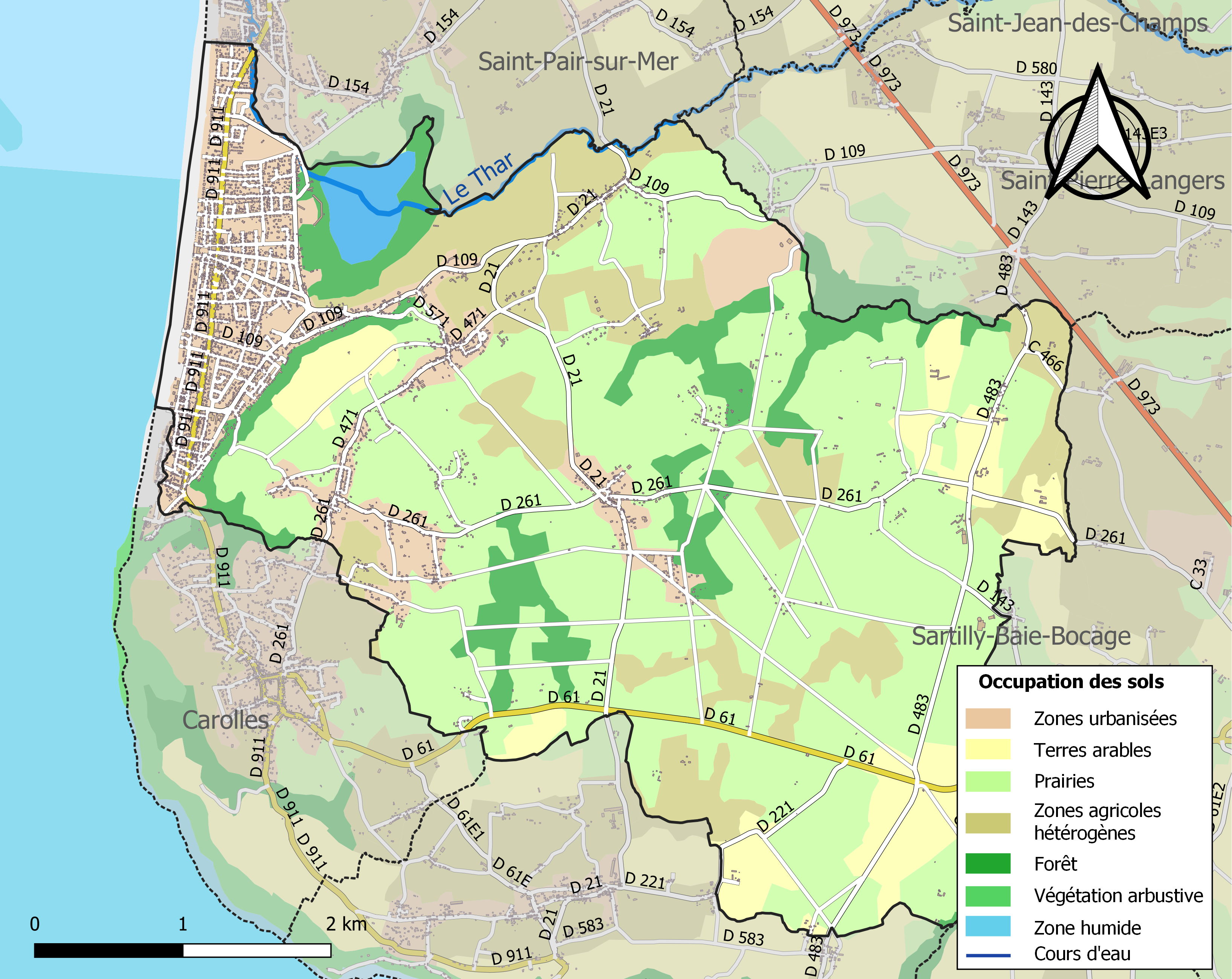
Carte des infrastructures et de l'occupation des sols de la commune en 2018 (CLC).

L'occupation des sols de la commune, telle qu'elle ressort de la base de données européenne d'occupation biophysique des sols Corine Land Cover (CLC), est marquée par l'importance des territoires agricoles (74,9 % en 2018), en diminution par rapport à 1990 (76 %).
La répartition détaillée en 2018 est la suivante : prairies (50,7 %), zones agricoles hétérogènes (15,8 %), zones urbanisées (11,9 %), forêts (9,4 %), terres arables (8,4 %), eaux continentales (1,4 %), mines, décharges et chantiers (1,2 %), espaces verts artificialisés, non agricoles (1 %), espaces ouverts, sans ou avec peu de végétation (0,1 %).
L'évolution de l'occupation des sols de la commune et de ses infrastructures peut être observée sur les différentes représentations cartographiques du territoire : la carte de Cassini (XVIIIe siècle), la carte d'état-major (1820-1866) et les cartes ou photos aériennes de l'IGN pour la période actuelle (1950 à aujourd'hui).

## Toponymie
Le nom originel de la commune est Bouillon, qui proviendrait du terme roman bouillon, « ruisseau » (présence d'une mare entre la lande et la mer née du Thar) ou d'un nom de personne gallo-roman, Bullius.
Le nom de Jullouville est attribué en 1973 en hommage au promoteur immobilier Armand Jullou (1833-1913) l'un des fondateurs de la station balnéaire en 1882. La commune est parfois appelée Jullouville-les-Pins par la présence importante sur le territoire de la commune du pin maritime.
Le gentilé est Jullouvillais.

## Histoire

### Les origines

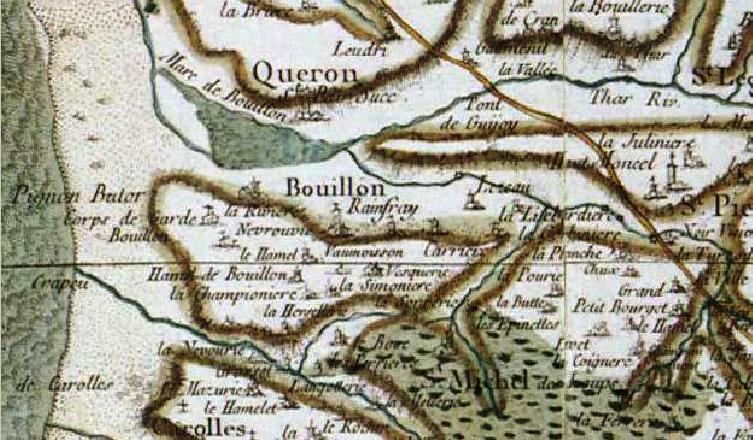
Carte de « Bouillon » selon Cassini.

Jullouville a pour origine le village de Bouillon.
Au XVe siècle, des pêcheries étaient installées sur le littoral, toujours visibles aujourd'hui mais inutilisées. En 1678, Jacques Le Royer (d), seigneur de La Blinière aurait écrit au roi Louis XIV pour demander la permission d'assécher la mare de Bouillon. Malgré la réponse positive de Colbert, elle ne devint jamais une prairie. Cette idée fut reprise en 1794 par Le Marchant qui venait de racheter la terre au dernier seigneur Louis Martin de Bouillon et qui tenta le creusement d'un canal. En 1831, la mare revint aux Martin de Bouillon qui la revendirent à M. Leclère, armateur à Granville qui organisait des parties de pêche. Depuis Louis XI et jusqu'en 1871, Bouillon avait deux curés, l'un nommé par l'évêque d'Avranches, l'autre par le roi.

### Naissance d'une station balnéaire

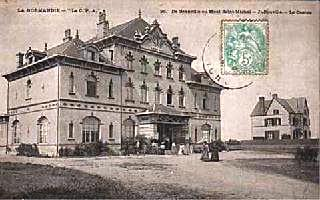
Casino de Bouillon au début du XXe siècle.

En 1874, Armand Jullou (1833-1913) devient conseiller municipal de Saint-Michel-des-Loups. En 1882, il décide d'acquérir quarante hectares des mielles (dunes) de Bouillon pour bâtir une station balnéaire. Il les plante de résineux, en précise les plans, des avenues en cercles concentriques partant du casino, une promenade en bord de mer, et la première charte urbanistique. Elle stipule la construction de villas et hôtels, de l'église Notre-Dame-des-Dunes, du casino et de l'hôtel. Il vend les parcelles jusqu'à ses difficultés financières de 1891 où l'ensemble de ses biens sont vendus par adjudication. En 1894, une association des propriétaires de Jullouville est créée, elle subsiste durant cent ans.
De 1908 à 1935, le train de la côte s'arrêtait en gare de Jullouville (aujourd'hui l'office de tourisme) sur son trajet de Granville à Avranches et franchissait la vallée des peintres sur un viaduc.
Dans les années 1930, la Société nationale de sauvetage en mer s'implante à Bouillon. Elle est aujourd'hui installée à l'année à la Cale des Plaisanciers. Deux postes de surveillance sont installés l'été au casino et à Carolles.

### Seconde Guerre mondiale
En 1944, Bouillon est libérée par la sixième Division blindée et durant la suite des opérations du débarquement, le château de la Mare est le siège d'août à septembre 1944 du quartier général des forces alliées sous le commandement du général Eisenhower. C'est aujourd'hui un centre de vacances de la ville de Saint-Ouen. De violents combats eurent lieu à Saint-Michel au moment de la Libération.

### Après guerre
En 1951, la commune prend le nom de Bouillon-Jullouville.
En 1973, les communes de Bouillon, Carolles, Saint-Michel-des-Loups et Saint-Pair-sur-Mer fusionnent et prennent l'appellation de Jullouville, en mémoire du créateur de la station. Carolles, Saint-Michel-des-Loups et Saint-Pair-sur-Mer gardent un statut de communes associées.
En 1976, l'hôtel de ville est inauguré. Saint-Pair-sur-Mer fin 1977, puis Carolles fin 1999, reprennent leur indépendance.

## Population et société

### Démographie

#### Évolution démographique
L'évolution du nombre d'habitants est connue à travers les recensements de la population effectués dans la commune depuis 1793. Pour les communes de moins de 10 000 habitants, une enquête de recensement portant sur toute la population est réalisée tous les cinq ans, les populations de référence des années intermédiaires étant quant à elles estimées par interpolation ou extrapolation. Pour la commune, le premier recensement exhaustif entrant dans le cadre du nouveau dispositif a été réalisé en 2005.
En 2022, la commune comptait 2 401 habitants, en évolution de +4,35 % par rapport à 2016 (Manche : −0,31 %, France hors Mayotte : +2,11 %).
Du début des recensements en 1793 à la création de la station balnéaire en 1882, le comptage ne se faisait que sur les hameaux de Bouillon et Saint-Michel-des-Loups. Sur cette période, la population s'est avérée relativement stable, oscillant entre cinq cents et sept cents habitants. Le 1er janvier 1973, la commune s'associa à Carolles, Saint-Michel-des-Loups et Saint-Pair-sur-Mer, la population passa de 770 à 1 898 habitants. Après la séparation d'avec Saint-Pair-sur-Mer le 1er janvier 1978, la commune continua de gagner des habitants, mais le 1er janvier 2000, Carolles se sépara de Jullouville, qui perdit alors quatre cents habitants pour dépasser à peine les deux mille résidents en 2006. En 1999, seulement 0,5 % de la population était étrangère et 7,6 % des foyers composés de familles monoparentales.
| 1793 | 1800 | 1806 | 1821 | 1831 | 1836 | 1841 | 1846 | 1851 |
| ---- | ---- | ---- | ---- | ---- | ---- | ---- | ---- | ---- |
| 751  | 586  | 646  | 643  | 639  | 657  | 656  | 617  | 604  |

| 1856 | 1861 | 1866 | 1872 | 1876 | 1881 | 1886 | 1891 | 1896 |
| ---- | ---- | ---- | ---- | ---- | ---- | ---- | ---- | ---- |
| 591  | 553  | 545  | 544  | 478  | 497  | 510  | 468  | 460  |

| 1901 | 1906 | 1911 | 1921 | 1926 | 1931 | 1936 | 1946 | 1954 |
| ---- | ---- | ---- | ---- | ---- | ---- | ---- | ---- | ---- |
| 473  | 465  | 410  | 449  | 483  | 608  | 707  | 855  | 889  |

| 1962 | 1968 | 1975  | 1982  | 1990  | 1999  | 2005  | 2006  | 2010  |
| ---- | ---- | ----- | ----- | ----- | ----- | ----- | ----- | ----- |
| 770  | 770  | 1 898 | 1 927 | 2 046 | 2 409 | 2 041 | 2 058 | 2 345 |

| 2015  | 2020  | 2022  | - | - | - | - | - | - |
| ----- | ----- | ----- | - | - | - | - | - | - |
| 2 306 | 2 396 | 2 401 | - | - | - | - | - | - |

| 1793 | 1800 | 1806 | 1821 | 1831 | 1836 | 1841 | 1846 | 1851 |
| ---- | ---- | ---- | ---- | ---- | ---- | ---- | ---- | ---- |
| 248  | 648  | 630  | 625  | 647  | 650  | 621  | 608  | 654  |

| 1856 | 1861 | 1866 | 1872 | 1876 | 1881 | 1886 | 1891 | 1896 |
| ---- | ---- | ---- | ---- | ---- | ---- | ---- | ---- | ---- |
| 610  | 617  | 571  | 539  | 554  | 537  | 507  | 508  | 503  |

| 1901 | 1906 | 1911 | 1921 | 1926 | 1931 | 1936 | 1946 | 1954 |
| ---- | ---- | ---- | ---- | ---- | ---- | ---- | ---- | ---- |
| 458  | 419  | 414  | 354  | 380  | 366  | 396  | 378  | 428  |

| 1962 | 1968 | - | - | - | - | - | - | - |
| ---- | ---- | - | - | - | - | - | - | - |
| 421  | 394  | - | - | - | - | - | - | - |

#### Pyramide des âges
La population de la commune est relativement âgée.
En 2018, le taux de personnes d'un âge inférieur à 30 ans s'élève à 19,6 %, soit en dessous de la moyenne départementale (31,2 %). À l'inverse, le taux de personnes d'âge supérieur à 60 ans est de 51,0 % la même année, alors qu'il est de 31,6 % au niveau départemental.
En 2018, la commune comptait 1 102 hommes pour 1 236 femmes, soit un taux de 52,87 % de femmes, légèrement supérieur au taux départemental (51,21 %).
Les pyramides des âges de la commune et du département s'établissent comme suit.
| Hommes | Classe d’âge | Femmes |
| ------ | ------------ | ------ |
| 2,1    | 90 ou +      | 4,4    |
| 15,6   | 75-89 ans    | 17,0   |
| 32,1   | 60-74 ans    | 30,7   |
| 18,0   | 45-59 ans    | 19,4   |
| 11,0   | 30-44 ans    | 10,6   |
| 9,8    | 15-29 ans    | 8,8    |
| 11,5   | 0-14 ans     | 9,1    |

| Hommes | Classe d’âge | Femmes |
| ------ | ------------ | ------ |
| 1      | 90 ou +      | 2,6    |
| 8,8    | 75-89 ans    | 12,1   |
| 20,3   | 60-74 ans    | 20,8   |
| 20,7   | 45-59 ans    | 19,8   |
| 17     | 30-44 ans    | 15,9   |
| 15,5   | 15-29 ans    | 13,4   |
| 16,7   | 0-14 ans     | 15,4   |

## Politique et administration

### Politique locale
Jullouville fait partie du canton de Granville représenté par le conseiller général Jean-Marc Julienne (NC) mais la commune associée de Saint-Michel-des-Loups est rattachée au canton de Sartilly représenté par le conseiller général Jacques Thouvenot dans l'arrondissement d'Avranches.
La commune appartient à la deuxième circonscription de la Manche représentée par le député Bertrand Sorre (La République en marche). L'Insee lui attribue le code 50 1 97 066.
Dix-neuf élus siègent au conseil municipal et quatre d'entre eux sont adjoints au maire. L'un de ces élus est maire délégué la commune associée de Saint-Michel-des-Loups.
En 2008, la commune disposait d'un budget de 4 652 000 euros avec une répartition de 2 847 000 euros de le fonctionnement et 1 805 000 euros d'investissements, financés à 45,88 % par les impôts locaux, la dette municipale s'élevait à 5 141 000 euros. La même année, les taux d'imposition s'élevaient à 10,08 % pour la taxe d'habitation, 15,58 % et 21,58 % pour la taxe foncière (bâti et non bâti), 11,76 % pour la taxe professionnelle.
La commune adhère à la communauté de communes de Granville, Terre et Mer pour l'aménagement du territoire, le développement économique, la valorisation de l'environnement et l'organisation des secours.
À la suite de la réforme de la carte judiciaire, Jullouville est rattachée au tribunal d'instance d'Avranches, aux tribunaux de grande instance, de commerce et de prud'hommes de Coutances, et à la cour d'appel de Caen.

### Liste des maires de Bouillon puis de Jullouville
| Période | Période | Identité            | Étiquette | Qualité     |
| ------- | ------- | ------------------- | --------- | ----------- |
| 1830    | 1835    | Jean Levêque        |           |             |
| 1835    | 1852    | Jean-Baptiste Avril |           |             |
| 1852    | 1884    | Louis Digée         |           | Cultivateur |
| 1884    | 1898    | Alexis Digée        |           |             |
| 1898    | 1904    | Paul Godon          |           |             |
| 1904    | 1906    | Bernard Hue         |           |             |
| 1906    | 1920    | Paul Dupuy          |           |             |
| 1920    | 1925    | Bernard Hue         |           |             |
| 1925    | 1925    | Eugène Bry          |           |             |
| 1925    | 1929    | Ferdinand Ménard    |           |             |
| 1929    | 1941    | Angel Bry           |           |             |
| 1941    | 1944    | Henri Sublime       |           |             |
| 1944    | 1965    | Louis Chapdelaine   |           |             |
| 1965    | 1972    | René Joly           |           |             |

| Période          | Période                | Identité                  | Étiquette | Qualité                                                                      |
| ---------------- | ---------------------- | ------------------------- | --------- | ---------------------------------------------------------------------------- |
| 1er janvier 1973 | mars 1983              | René Joly                 |           |                                                                              |
| mars 1983        | juin 1995              | Julien Rioult (1928-1996) |           | Propriétaire-exploitant agricole, ancien adjoint au maire                    |
| juin 1995        | avril 1999 (démission) | Pierrick Leport           | RPR       | Notaire                                                                      |
| avril 1999       | mars 2014              | Louis Forget              | UMP       | Cadre commercial retraité 1er vice-président de la CC du Pays granvillais    |
| mars 2014        | En cours               | Alain Brière              | UMP-LR    | Ingénieur ERDF 10e vice-président de la CC Granville, Terre et Mer (2020 → ) |

### Tendances politiques et résultats
La commune étant séparée en deux cantons et, avant 2012, deux circonscriptions, il est possible de distinguer les résultats entre Jullouville et Bouillon d'une part et Saint-Michel-des-Loups d'autre part.
Politiquement, la commune se caractérise par son conservatisme marqué, plus encore dans la station de Jullouville que dans le village de Saint-Michel-des-Loups, sans toutefois verser dans le vote d'extrême droite. Ainsi, on peut noter que la commune s'est fortement distinguée des votes nationaux au cours des élections régionales de 2004 et surtout lors du référendum de 2005, plébiscitant le "Oui" à plus de 55 % quand le pays choisissait le "Non" dans la même proportion.
Élections présidentielles, résultats des deuxièmes tours
- Élection présidentielle de 2002 : 84,89 % pour Jacques Chirac (RPR), 15,01 % pour Jean-Marie Le Pen (FN), 82,95 % de participation[51].
- Élection présidentielle de 2007 : 61,36 % pour Nicolas Sarkozy (UMP), 38,64 % pour Ségolène Royal (PS), 87,96 % de participation[52].
- Élection présidentielle de 2012 : 57,12 % pour Nicolas Sarkozy (UMP), 42,88 % pour François Hollande (PS), 85,81 % de participation[53].

Élections législatives, résultats des deuxièmes tours (2e circonscription, Saint-Michel-des-Loups) ;
- Élections législatives de 2002 : 55,60 % pour René André (UMP) élu au premier tour, 9,65 % pour Jean-Marc Denier (FN) et Marc Brière (PCF), 64,15 % de participation[54].
- Élections législatives de 2007 : 51,22 % pour Philippe Bas (UMP), 48,48 % pour Guénhaël Huet (DVD), 52,19 % de participation[55].
- Élections législatives de 2012 : 62,22 % pour Guénhaël Huet (UMP), 37,78 % pour Gérard Saure (PRG), 61,16 % de participation[56].

Élections législatives, résultats des deuxièmes tours (3e circonscription, Jullouville)
- Élections législatives de 2002 : 68,05 % pour Alain Cousin (UMP), 31,95 % pour Danièle Jourdain-Menninger (PS), 63,08 % de participation[57].
- Élections législatives de 2007 : 68,16 % pour Alain Cousin (UMP), 31,84 % pour Danièle Jourdain-Menninger (PS), 63,40 % de participation[58].

Élections européennes, résultats des deux meilleurs scores
- Élections européennes de 2004 : 23,54 % pour Henry Weber (PS), 22,56 % pour Tokia Saïfi (UMP), 49,29 % de participation[59].
- Élections européennes de 2009 : 39,42 % pour Dominique Riquet (UMP), 13,55 % pour Hélène Flautre (Europe Écologie), 48,91 % de participation[60].

Élections régionales, résultats des deux meilleurs scores
- Élections régionales de 2004 : 46,82 % pour René Garrec (UMP), 38,27 % pour Philippe Duron (PS), 64,51 % de participation[61].
- Élections régionales de 2010 : 57,23 % pour Jean-François Le Grand (UMP), 42,77 % pour Laurent Beauvais (PS), 55,31 % de participation[62].

Élections cantonales, résultats des deuxièmes tours (canton de Granville)
- Élections cantonales de 2001 : données manquantes.
- Élections cantonales de 2008 : 54,66 % pour Jean-Marc Julienne (NC), 27,64 % pour Anne-Marie Berlemont (UMP), 70,27 % de participation[63].

Élections cantonales, résultats des deuxièmes tours (canton de Sartilly)
- Élections cantonales de 2001 : données manquantes.
- Élections cantonales de 2008 : 50,68 % pour Jacques Thouvenot (DVD), 49,32 % pour Claude Fourré (DVD), 69,91 % de participation[64].

Élections municipales, résultats des deuxièmes tours
- Élections municipales de 2001 : données manquantes.
- Élections municipales de 2008 : 14,64 % pour Alain Brière (SE), 14,48 % pour Jean-Pierre David (SE), 75,61 % de participation[65].

Élections référendaires
- Référendum de 2000 relatif au quinquennat présidentiel : 67,87 % pour le Oui, 32,13 % pour le Non, 32,87 % de participation[66].
- Référendum de 2005 relatif au traité établissant une Constitution pour l'Europe : 55,99 % pour le Oui, 44,01 % pour le Non, 76,72 % de participation[67].

### Enseignement

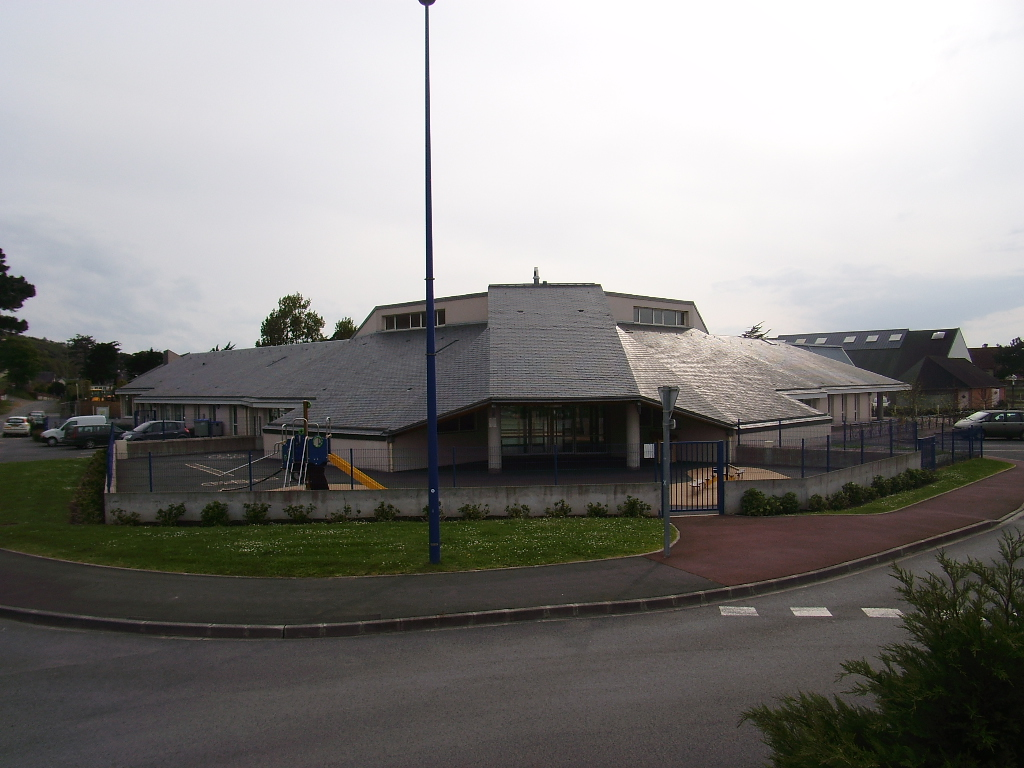
L'école Éric-Tabarly.

Jullouville est rattachée à l'académie de Caen. L'école Éric-Tabarly accueille les enfants de la commune en classes maternelles et élémentaires.
Un centre de loisir accueille les enfants hors période scolaire et la ville de Saint-Ouen possède le château de la Mare anciennement aménagé en centre de vacances.

### Patrimoine
Consciente de la richesse de son patrimoine bâti et naturel, Jullouville s'est associée aux communes de Granville, Saint-Pair-sur-Mer et Carolles au sein de l'association loi de 1901 "Granville, pays de l'estran" pour postuler au label "Villes et Pays d'art et d'histoire".

### Santé
La commune a mis en place un centre communal d'action sociale et une maison de retraite médicalisée en centre-ville. Le centre hospitalier de Granville à six kilomètres assure les soins et les urgences avec un service de SMUR.
Trois médecins généralistes et un pharmacien sont implantés dans la commune.
La SNSM dispose d'un centre de secours sur la plage en période estivale.

### Services publics
Un bureau de poste est installé sur le territoire de la commune. Pour sa sécurité, la commune dépend du centre de secours et incendie de Granville et d'un poste annexe de gendarmerie sur le territoire de Jullouville. La mairie dispose en outre d'une annexe dans le village de Saint-Michel-des-Loups.

### Jumelages
| Jullouville Crozet |

Jullouville a développé des associations de jumelage avec :
- Crozet depuis le 12 décembre 1999, situé à 634 km, dans le cadre d'un partenariat sable et neige[72].

## Vie quotidienne à Jullouville

### Culture
Pour les loisirs culturels des administrés, la commune dispose d'une bibliothèque et d'une salle d'exposition. Le cinéma « L'Estival » ouvrait en saison dans le passé, ce qui n'est plus le cas à ce jour.

### Sports

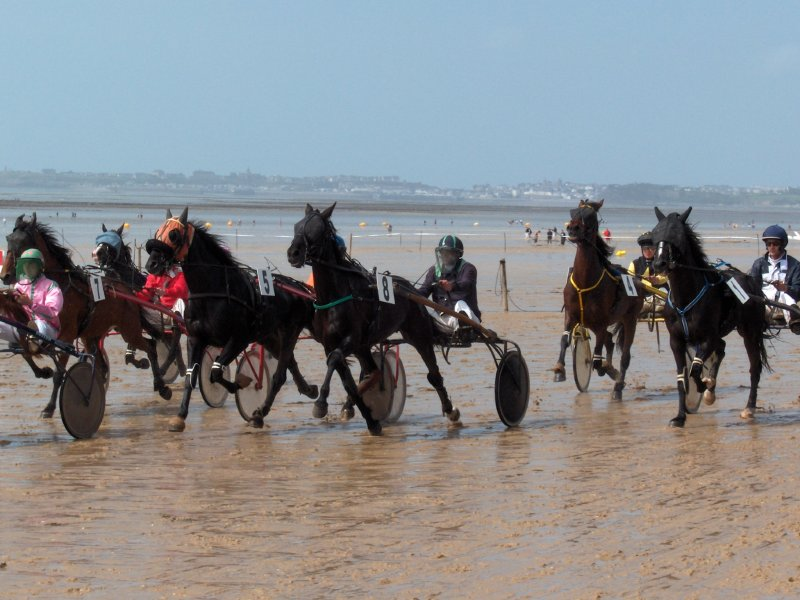
Courses hippiques sur la plage.

La commune dispose de terrains de tennis en bordure de la mare de Bouillon, d'un stade.
Depuis 1886, chaque année en mai, la société de courses hippiques de Jullouville organise des courses sur la plage, nommée pour l'occasion hippodrome de la Cale.
Les sports nautiques et le char à voile se pratiquent sur la plage.

### Festivités
- La fête patronale de Saint-Jean-Baptiste se tient le 24 juin à Bouillon.
- La fête communale se tient à Saint-Michel-des-Loups le 29 septembre.

### Lieux de culte
Les églises catholiques dépendent de la paroisse Notre-Dame-de-la-Baie du doyenné du Pays de Granville-Villedieu dans le diocèse de Coutances-et-Avranches. Les églises Notre-Dame-des-Dunes à Jullouville, Saint-Jean-Baptiste à Bouillon, celle de Saint-Michel-des-Loups, ainsi que la chapelle d'Édenville accueillent les fidèles.
Un temple protestant réformé est installé à Édenville et est ouvert en été. Il dépend de la paroisse Saint-Lô-Manche Sud au sein du consistoire Basse-Normandie.

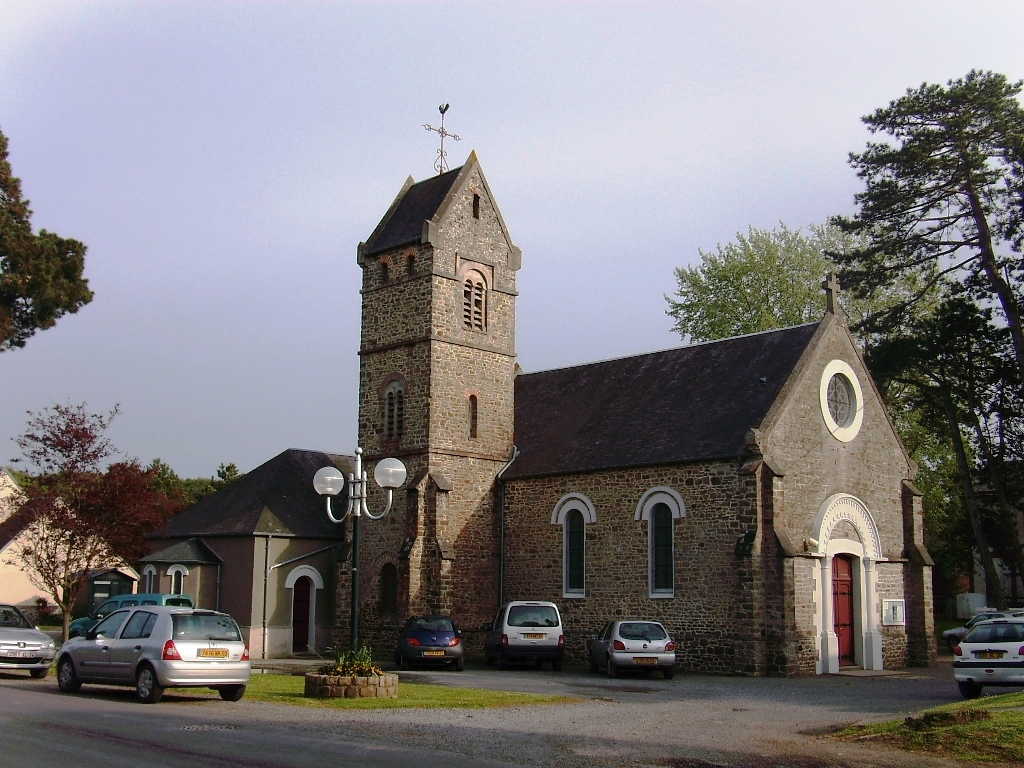
L'église Notre-Dame-des-Dunes.
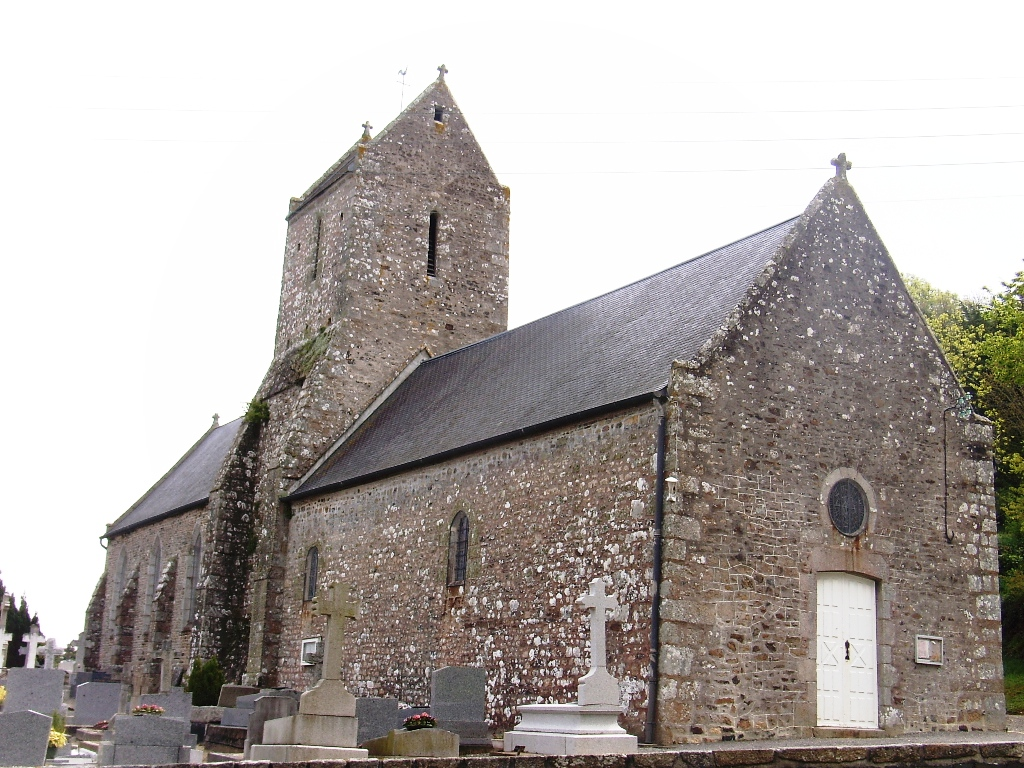
L'église Saint-Jean-Baptiste de Bouillon.
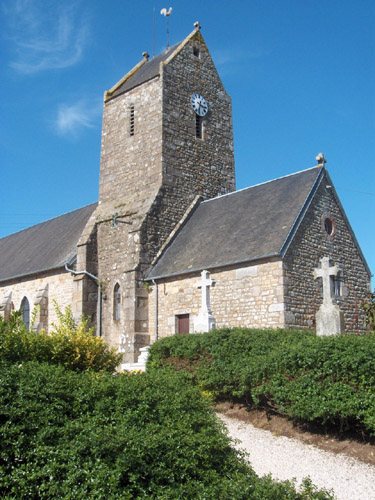
L'église de Saint-Michel-des-Loups.
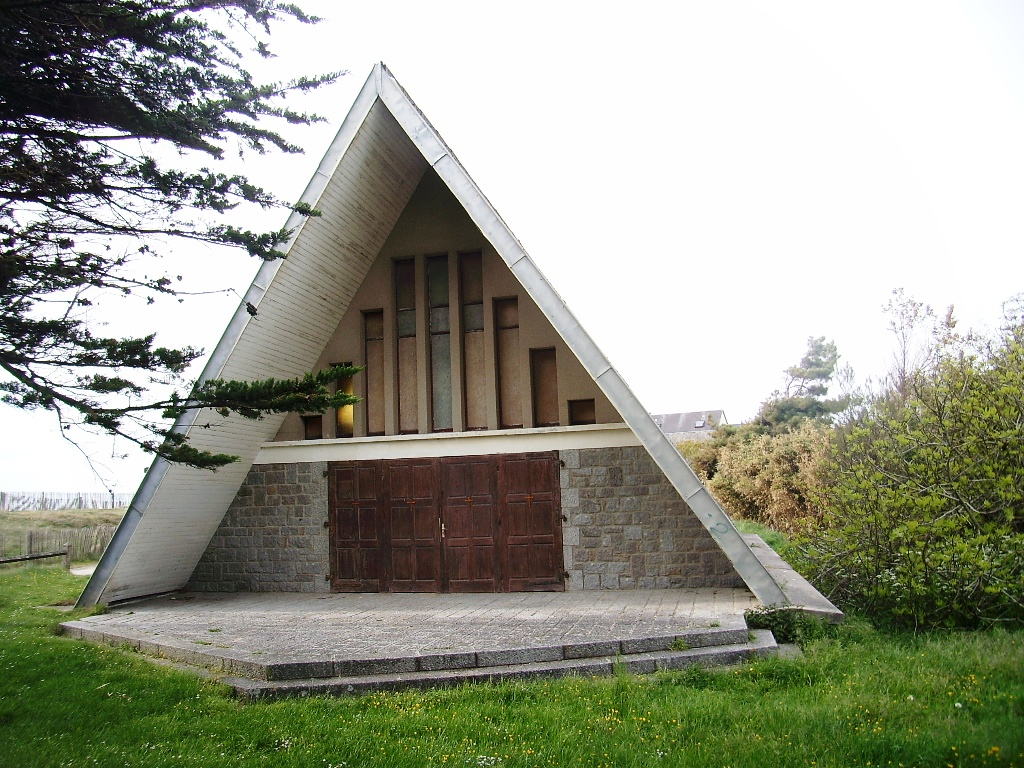
La chapelle d'Édenville.
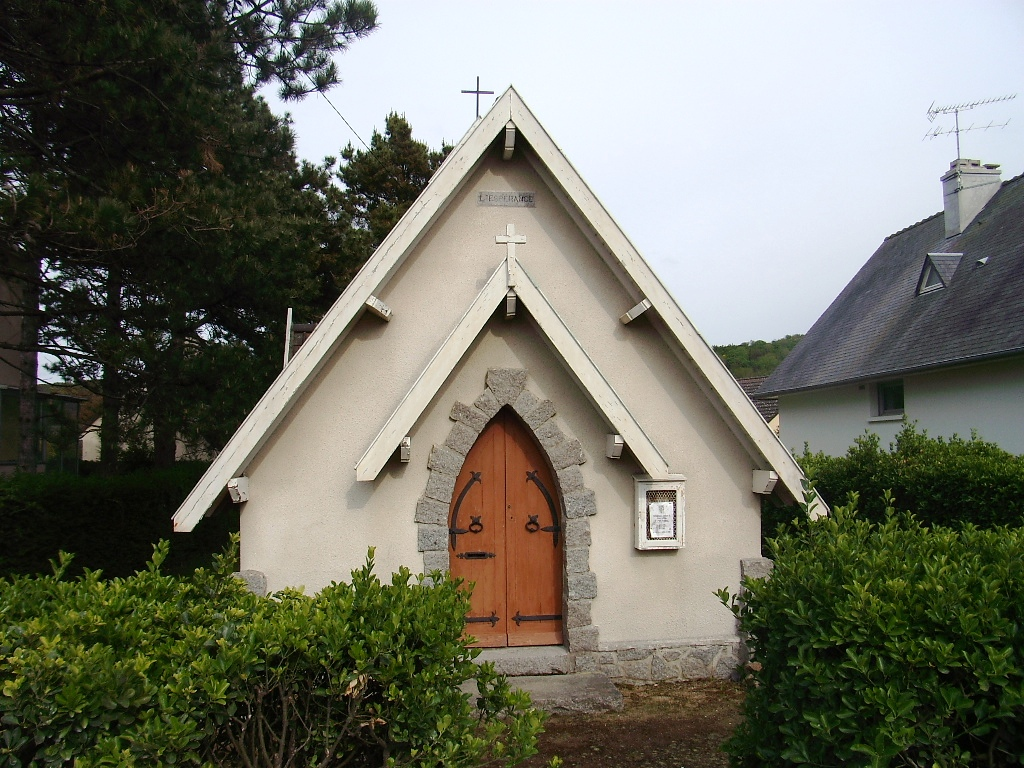
Le temple.

### Médias
L'hebdomadaire La Manche libre présent à Granville diffuse une édition locale spécifique au pays granvillais. Jullouville se trouve dans le bassin d'émission de la chaîne de télévision France 3 Normandie. Le quotidien Ouest-France couvre toute la Basse-Normandie. Une rédaction existe à Granville et couvre l'actualité locale, y compris à Jullouville.

## Économie
Jullouville est intégrée par l'Insee au bassin d'emploi d'Avranches-Granville. La commune accueille quatre-vingt-dix-neuf entreprises ou commerces. En 2005, le taux de chômage atteignait 11,4 % pour une population active évaluée à 917 personnes, mais le revenu moyen par ménage de 20 121 €/an en 2004 et le taux de 73,4 % des habitants propriétaires de leurs logements indique une forte disparité économique. La ville est par ailleurs presque exclusivement tournée vers les activités touristiques, ne disposant que d'une faible activité en basse saison. Un marché se tient tous les mardis et vendredis.
| Répartition des emplois par catégorie socioprofessionnelle en 2006. |              |                                           |                                                   |                            |                          |                           |
|                                                                     | Agriculteurs | Artisans, commerçants, chefs d'entreprise | Cadres et professions intellectuelles supérieures | Professions intermédiaires | Employés                 | Ouvriers                  |
| Jullouville                                                         | 7,3 %        | 17,7 %                                    | 10,4 %                                            | 26,7 %                     | 26,9 %                   | 11,0 %                    |
| Zone d'emploi d'Avranches-Granville                                 | 6,9 %        | 8,4 %                                     | 7,3 %                                             | 19,2 %                     | 28,3 %                   | 29,8 %                    |
| Moyenne nationale                                                   | 2,2 %        | 6,0 %                                     | 15,4 %                                            | 24,6 %                     | 28,7 %                   | 23,2 %                    |
| Répartition des emplois par secteur d'activité en 2006.             |              |                                           |                                                   |                            |                          |                           |
|                                                                     | Agriculture  | Industrie                                 | Construction                                      | Commerce                   | Services aux entreprises | Services aux particuliers |
| Jullouville                                                         | 12,5 %       | 4,0 %                                     | 9,1 %                                             | 12,5 %                     | 9,4 %                    | 14,7 %                    |
| Zone d'emploi d'Avranches-Granville                                 | 9,0 %        | 17,8 %                                    | 8,6 %                                             | 15,0 %                     | 7,2 %                    | 8,2 %                     |
| Moyenne nationale                                                   | 3,5 %        | 15,2 %                                    | 6,4 %                                             | 13,3 %                     | 13,3 %                   | 7,6 %                     |
| Sources : Insee                                                     |              |                                           |                                                   |                            |                          |                           |

### Tourisme

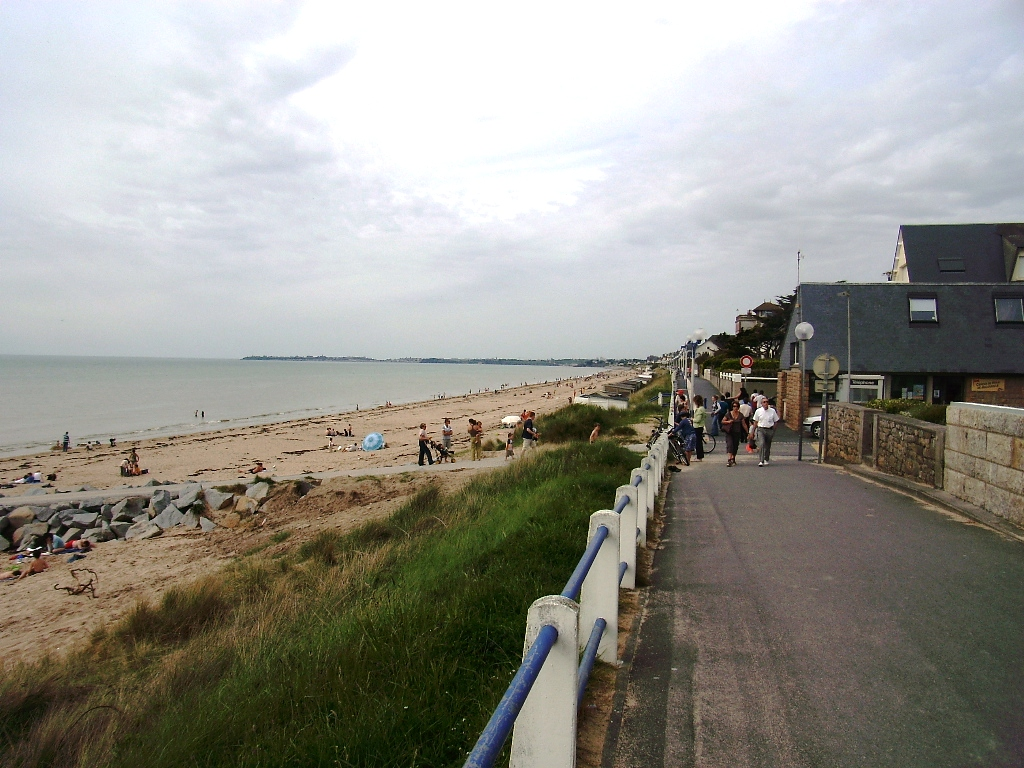
La plage à marée haute et la promenade.

Jullouville est une petite station balnéaire, 65 % des logements sont des résidences secondaires, ce qui en fait la première du classement départemental et la cent troisième au niveau national. La commune dispose d'un office de tourisme et propose six terrains de campings dont un trois étoiles et quatre deux étoiles, pour un total de 687 emplacements, quatre hôtels, dix bars ou restaurants. La plage de sable longue de deux kilomètres bordée par la promenade sont les principaux points d'intérêts de la commune.
Jullouville est dénommée « commune touristique » depuis mars 2010. La commune a obtenu la dénomination « station classée de tourisme » en novembre 2021.

## Culture locale et patrimoine

### Patrimoine environnemental
Jullouville est située à proximité du site protégé du mont Saint-Michel. La zone côtière composée d'une plage de sable longue de deux kilomètres et le domaine public maritime de Jullouville sont inscrits sur la liste des sites protégés par la DIREN de Basse-Normandie depuis 1973 et 1974. Sur le territoire de Bouillon, la Vallée des Peintres est elle protégée depuis 1944. La mare de Bouillon, les rives du Thar et le bocage de l'arrière pays s'inscrivent dans une politique de préservation et de valorisation par la commune. La falaise du Pignon Butor offre un panorama sur la Baie du Mont-Saint-Michel.
Le sentier de grande randonnée GR 223 traverse la commune du nord au sud dans son parcours entre Honfleur et Avranches par la côte.

### Patrimoine architectural
Jullouville est divisée en trois parties : la station balnéaire, le hameau de Bouillon et le village de Saint-Michel-des-Loups. Plusieurs monuments ou curiosités sont présentes dans la commune.
À Jullouville se trouvent l'hôtel du casino, construit en 1883 et les anciennes pêcheries en pierre en forme de « V » sur le littoral qui se découvrent à marées descendantes.
À Bouillon, site historique subsistent l'église Saint-Jean-Baptiste du XIIIe siècle dont le clocher, entre la nef et le chœur, supporte un pommier bonsaï. Elle abrite une statue de saint Jean-Baptiste du XVe, classé au titre objet aux monuments historiques et quatorze objets inscrits dont une verrière des XVe – XVIe siècles et dans le cimetière une croix ancienne en grès.
Parmi les autres monuments : les pigeonniers de Rainfray et du Logis, la chapelle Notre-Dame des Dunes de Jullouville du XIXe siècle, le temple protestant d'Édenville, le manoir du Rainfray du XVIe siècle ancienne demeure seigneuriale, le château de la Mare (ferme-manoir de Bouillon) construit au XIXe siècle dans un style néogothique, les moulins de Lézeaux et de la Hiette, le monument Eisenhower, le viaduc de la vallée des Peintres, qui supportait l'ancienne voie ferrée, un puits, lavoir, anciens fours à pains. À Saint-Michel-des-Loups ne reste que l'église Saint-Michel des XIIe – XVIe siècles transformée après 1914, avec le toit du clocher en bâtière.
Près du hameau de Vaumoisson, on peut apercevoir dans un champ un menhir dit de la Pierre du Diable (3 m).

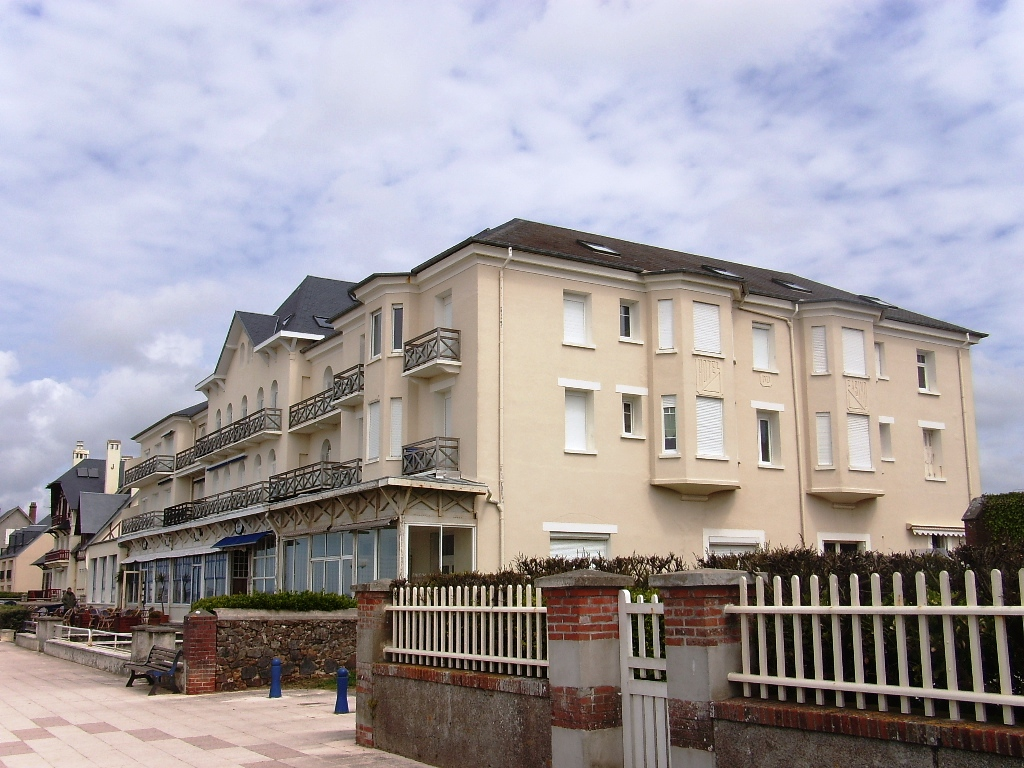
L'hôtel du casino.
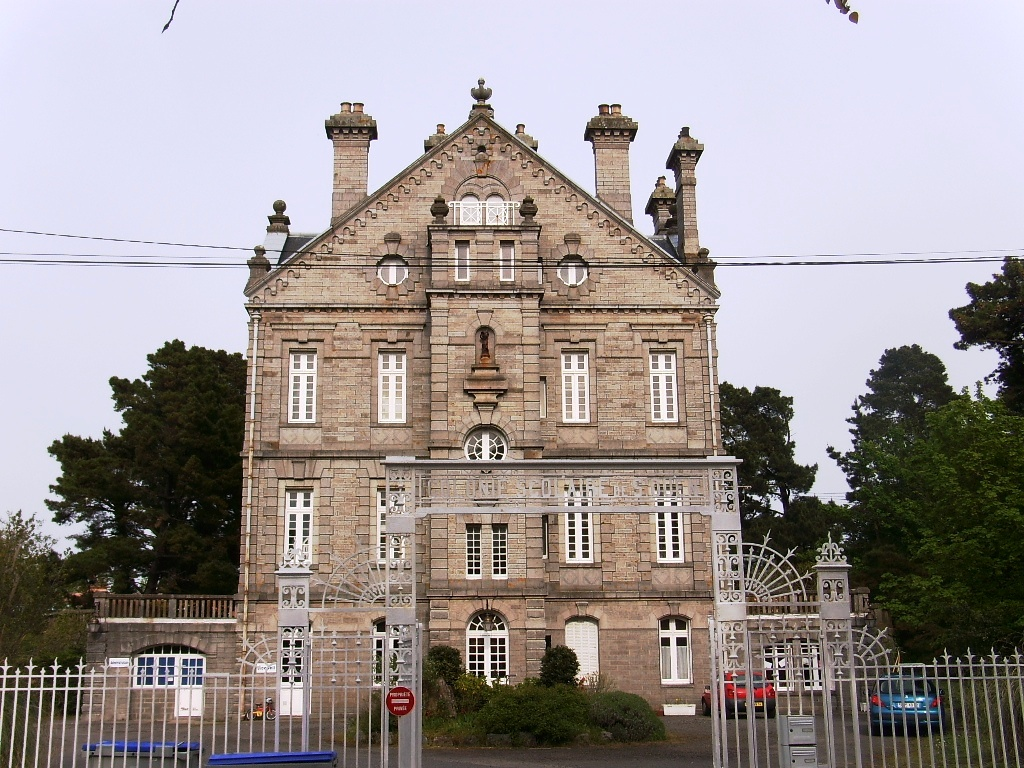
Le château de la Mare.
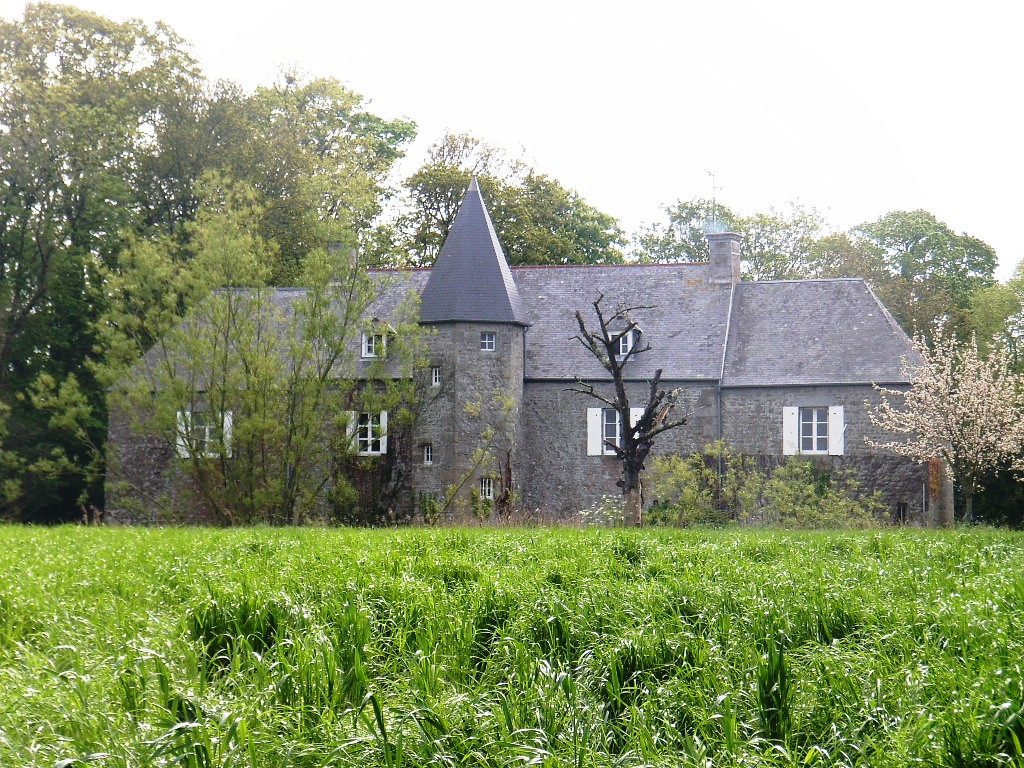
Le manoir du Rainfray.

### Personnalités
Différents personnages publics ont vécu à Jullouville :
- Dwight D. Eisenhower (1890-1969), général d'armée, résida à Jullouville après les opérations du débarquement de Normandie.
- Élie Chouraqui (1950-), réalisateur, producteur et scénariste français, y vécut durant son enfance.

### Héraldique
| Blason de Jullouville | Blason  | D'argent à trois canettes de sable, becquées et membrées d'or. |
| Blason de Jullouville | Détails | Ce blason est issu des armoiries de la famille Hérault, seigneurs du fief de Glatigny à Saint-Michel-des-Loups (de Me François Hérault, sieur de Glatigny [à Saint-Michel-des-Loups], 1/8 de fief en la vicomté d'Avranches, sergenterie Hérault, 25 sols tournois ; Aide pour le siège d'Amiens en 1597). Le statut officiel du blason reste à déterminer. |

### Jullouville dans les arts et la culture

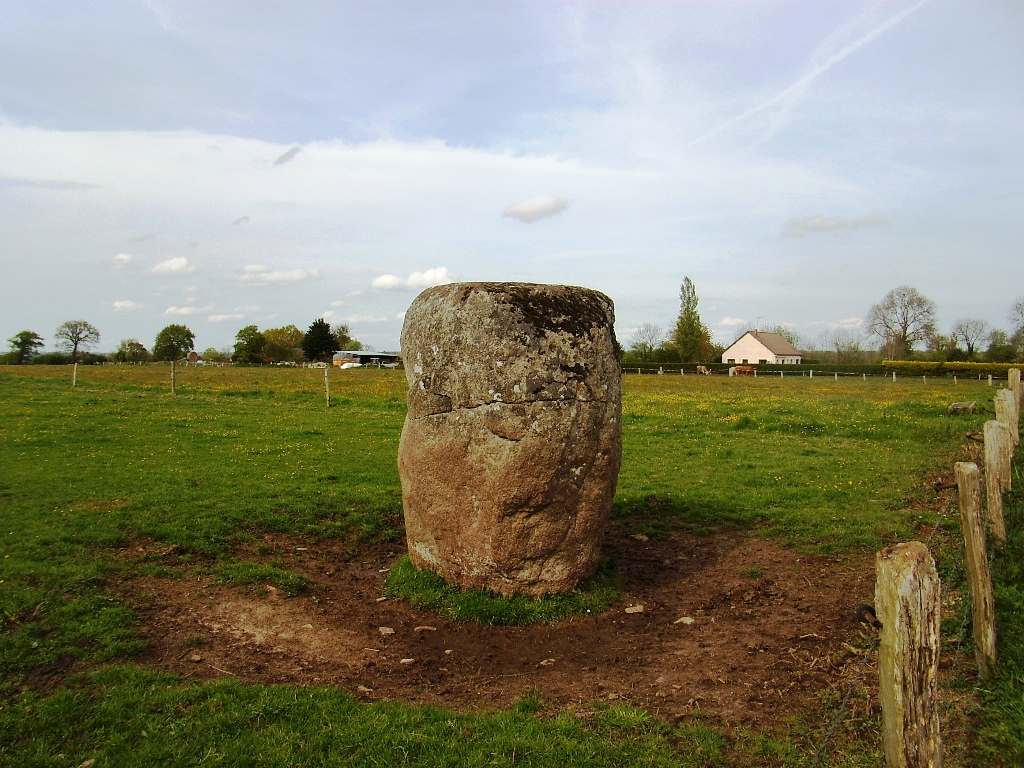
Le menhir de Vaumoisson dit « la Pierre du Diable ».

- Le menhir de Vaumoisson aurait été oublié par le Diable alors qu'il le ramenait de Chausey vers le pont au Bault. On y voit encore la trace des chaînes utilisées pour le tirer. Il est aussi dit que les traces sont celles des chaînes de criminels attachés au menhir.
- Une légende attribue la Mare de Bouillon à un cataclysme qui aurait levé les dunes de sable et perturbé le cours du Thar. Cette mare serait alors devenue une mer fermée et aurait engloutie le village de Saint-Jean. Une tradition locale rapporte qu'aux basses eaux, l'église et les habitations refont surface et qu'aux Grandes Fêtes on entend sonner les cloches.
- Plusieurs autres légendes sont attribuées à la mare : les fées du Pignon Butor viendraient y faire leur sabbat, des sorciers viendraient cueillir des plantes aux vertus merveilleuses, des lutins effraieraient les promeneurs la nuit.
- Jullouville est le lieu principal de l'intrigue du film Qu'est-ce qui fait courir David ? d'Élie Chouraqui sorti en 1982, pour lequel Michel Jonasz reçu le César du meilleur acteur dans un second rôle l'année suivante.
- La plage de Jullouville est aussi le décor du film Pauline à la plage d'Éric Rohmer avec Arielle Dombasle sorti en 1983 et récompensé par l'Ours d'argent du meilleur réalisateur au Festival international du film de Berlin.

## Pour approfondir